# Позін Дмитро Михайлович
Дмитро Михайлович Позін (рос. Дмитрий Михайлович Позин; 23 лютого 1983, м. Магнітогорськ, СРСР) — російський хокеїст, захисник. Виступає за «Южний Урал» (Орськ) у Вищій хокейній лізі. 
Вихованець хокейної школи «Металург» (Магнітогорськ). Виступав за: «Мотор» (Барнаул), «Динамо-Енергія» (Єкатеринбург), «Кедр» (Новоуральськ), «Супутник» (Нижній Тагіл), «Мечел» (Челябінськ), «Торос» (Нефтекамськ).